# Jeanne Calmentová
Jeanne Louise Calmentová (nepřechýleně Calment; 21. února 1875 Arles – 4. srpna 1997 Arles) byla francouzská žena, která je považovaná za nejdéle žijícího člověka, jehož věk byl úředně ověřen. Dožila se 122 let, 5 měsíců a 14 dní, čímž je jediným člověkem historie, který se dožil více než 120 let. Po svých stých narozeninách stále ještě pravidelně cvičila. Přestože je její věk úředně potvrzen, byly předloženy pochybnosti. Několik jejích příbuzných se dožilo více než 80 nebo 90 let, takže je pravděpodobné, že základem výjimečné dlouhověkosti členů rodiny jsou genetické dispozice.[zdroj?]

## Osobní život
Jeanne vyrůstala a většinu života prožila v Arles. Její otec, který pracoval jako stavitel lodí, se dožil téměř sta let, matka 86 let. V roce 1888 se jako třináctiletá setkala s Vincentem van Goghem, který navštívil obchod jejího strýce.
V roce 1896 se provdala za Fernanda Nicolase Calmenta, vlastního bratrance z 2. kolene. Ten byl poměrně zámožný, což umožnilo Jeanne Calmentové vést klidný život: nikdy nebyla nucena pracovat kvůli výdělku a mohla se věnovat zálibám jako tenis, cyklistika, plavání, opera či hra na piano. Jejich jediná dcera zemřela ve věku 35 let na zápal plic a Jeanne Calmentová posléze sama vychovávala svého vnuka. Svého manžela přežila o 55 let, vnuka o 34 let.
V roce 1965, kdy jí bylo 90 let a byla již bez dědiců, uzavřela kupní smlouvu na prodej svého domu, když kupujícím se stal 47letý právník André-François Raffray, který se zavázal ponechat ji tam bydlet do konce života a vyplácet jí až do její smrti každý měsíc částku 2 500 franků. Raffray zemřel v roce 1995 v 77 letech na rakovinu, v platbách pokračovala jeho manželka. Celkem Calmentové vyplatili více než dvojnásobek hodnoty jejího domu.
Ve svém domě žila sama do 110 let. Poté, co způsobila v důsledku zhoršeného zraku v kuchyni při vaření malý požár, se přestěhovala do domova se zajištěnou pečovatelskou službou.
Známou se stala v roce 1988, kdy se při příležitosti sta let od návštěvy Vincenta van Gogha v Arles setkala s novináři a promluvila o setkání se slavným malířem. Byla pravděpodobně posledním žijícím člověkem, který se s ním setkal. V roce 1990 si krátce zahrála sama sebe ve filmu Vincent a já (název ve francouzském originále Vincent et moi) a stala se tak ve věku 114 let nejstarším hercem, který se kdy objevil před filmovými kamerami. Dokumentární film o jejím životě byl natočen při příležitosti 120. narozenin.
Ve věku 114 let a 11 měsíců si po pádu zlomila stehenní kost a byla nucena podstoupit operaci. Po ní se pohybovala na kolečkovém křesle. 21. února 1997, kdy se dožila 122 let, bylo oznámeno, že se nebude dále prezentovat na veřejnosti z důvodu zhoršeného zdravotního stavu. Zemřela 4. srpna téhož roku.

## Životní styl
Žila do vysokého věku aktivně, pěstovala šerm a do sta let jezdila na kole. Používala hodně olivového oleje jak do pokrmů, tak i na potírání kůže. Pila portské víno, jedla hodně čokolády (údajně až jeden kilogram týdně) a nevyhýbala se ani cigaretám. Kouřila do svých 117 let, ale nikdy ne víc než 2 cigarety denně.

## Rekordy
- 20. června 1986 se stala ve věku 111 let a 119 dní nejstarší obyvatelkou Francie
- 27. prosince 1987 po úmrtí Anny Elizy Williamsové se stala ve věku 112 let a 310 dní nejstarší obyvatelkou Evropy
- 11. ledna 1988 po úmrtí Florence Knappové se stala ve věku 112 let a 324 dní nejstarší obyvatelkou planety
- 17. září 1989 se ve věku 114 let a 209 dní stala člověkem, který se dožil nejvyššího prokazatelného věku v celé dokumentované historii lidstva, když překonala věk Anny Elizy Williamsové
- překonala rekord v dlouhověkosti, který byl tehdy připisován Japonci Šigečijovi Izumiovi (dožil se údajně 120 let a 237 dní), jeho datum narození však nebylo nikdy ověřeno a dnes tak není obecně považován za druhého nejdéle žijícího člověka.
- 4. srpna 1997 stanovila rekord v dlouhověkosti: 122 let a 164 dnů

## Zpochybnění
Délka a průběh života Jeanne Calmentové byly úředně zdokumentovány a o datu jejího narození tak dlouho nebyly žádné významné pochybnosti. V prosinci 2018 ruští vědci Nikolaj Zak a Valerij Novosjolov předložili argumenty, že Jeanne Calmentová zemřela již roku 1934 a pod její identitou žila dále její dcera Yvonne narozená v roce 1898. Pro svoje tvrzení předložili 17 nepřímých argumentů, mezi které patří:významná statistická odchylka (délka života je obvykle překonávána o dny, nikoliv o delší období), rodina se chtěla v roce 1934 vyhnout vysoké 35% dědické dani, v rozhovorech zaměňovala jméno svého otce a manžela, zničila záměrně veškeré své fotografie, ve svých 118 letech podstoupila několik neurologických vyšetření, podle kterých její verbální paměť byla srovnatelné s věkem kolem 80 až 90 let, dokázala sedět i ve věku nad 100 let, úmrtní list Yvonne není potvrzen úřední osobou, do školy ji prý vodila služka, která však byla o 10 let mladší a podobně. Nicolas Brouard, ředitel Francouzského institutu demografických studií, uvedl, že jistotu by vnesla pouze exhumace ostatků Jeanne a Yvonne Calmentových.